# Елліот Джайлс
Елліот Леві Джайлс (англ. Elliot Levi Giles; нар. 26 травня 1994) — британський легкоатлет, який спеціалізується в бігу на середні дистанції.

## Спортивні досягнення
Учасник трьох олімпійських змагань з бігу на 800 метрів (2016, 2021, 2024) — жодного разу не вдавалось потрапити до фінального забігу.
Фіналіст (4-е місце) чемпіонату світу в приміщенні з бігу на 800 метрів (2018).
Бронзовий призер чемпіонату Європи з бігу на 800 метрів (2016). Фіналіст (7-е місце) змагань з бігу на 800 метрів на чемпіонаті Європи (2024).
Чемпіон Великої Британії з бігу на 800 метрів (2016, 2017, 2018, 2021). Чемпіон Великої Британії в приміщенні з бігу на 800 метрів (2018, 2022) та 1500 метрів (2017).
Рекордсмен світу з шосейного бігу на 1 милю — 3.51,3h (2024).